# Parahovatoma gramreta
Parahovatoma gramreta là một loài bọ cánh cứng trong họ Cerambycidae.